# مارتین ای‌ام مولر
مارتین ای‌ام مولر (به انگلیسی: Martin AM Mauler) یک هواگرد ساختِ کارخانهٔ گلن ال. مارتین کمپانی در کشور ایالات متحده آمریکا است. نخستین استفاده‌کنندهٔ این هواگرد نیروی دریایی ایالات متحده آمریکا بوده‌است. این هواگرد برای نخستین بار در ۲۶ اوت ۱۹۴۴ میلادی مورد استفاده قرار گرفت.